# Ярмыш, Кира Александровна
Ки́ра Алекса́ндровна Я́рмыш (род. 11 октября 1989, Ростов-на-Дону, РСФСР, СССР) — российский общественный деятель, пресс-секретарь Алексея Навального и ведущая YouTube-канала «Популярная политика». Писательница, автор романов «Невероятные происшествия в женской камере № 3» (2020) и «Харассмент» (2022).

## Биография
Кира Ярмыш родилась в Ростове-на-Дону 11 октября 1989 года. В 2007 году она без экзаменов поступила на факультет международной журналистики МГИМО, победив в олимпиаде «Умницы и умники». После учёбы работала в пресс-службах Пушкинского музея и авиакомпании «ЮТэйр». В 2013 году участвовала в предвыборной кампании Алексея Навального, выдвинувшего свою кандидатуру в мэры Москвы. В августе 2014 года стала его пресс-секретарём и пресс-секретарём Фонда борьбы с коррупцией. Навальный в связи с этим написал: «Нам было важно, чтобы у пресс-сека была странная фамилия».
В 2017 году Ярмыш была соведущей нескольких выпусков передач «Навальный 20:18» и «Навальный LIVE», вела небольшие новостные политические выпуски под названием «Сигнал», выступала с антикоррупционными заявлениями от своего имени. В частности, она опубликовала видеоролик, в котором говорила, что другу Путина Михаилу Ковальчуку «принадлежит всё телевидение»; позже Ярмыш признала наличие в ролике фактических ошибок и удалила его.
В феврале 2018 года Симоновский районный суд Москвы арестовал Ярмыш на 5 суток за твит, «формирующий негативное отношение к одному из зарегистрированных кандидатов на пост президента России»; в мае того же года Тверской районный суд Москвы назначил административный арест сроком 25 суток за твиты на тему акции «Он нам не царь».
21 января 2021 года Ярмыш задержали за призывы в твиттере к митингам в поддержку Навального. Савёловский районный суд Москвы присудил ей 9 суток административного ареста за организации проведения публичного мероприятия без подачи в установленном порядке уведомления. 1 февраля Басманный районный суд Москвы отправил Ярмыш под домашний арест в связи с делом о нарушении санитарно-эпидемиологических правил («санитарное дело»), возбуждённым после митингов в поддержку Навального. В середине марта этот же суд продлил домашний арест до 23 июня 2021 года. По этому делу Ярмыш признана политзаключённой организацией «Мемориал».

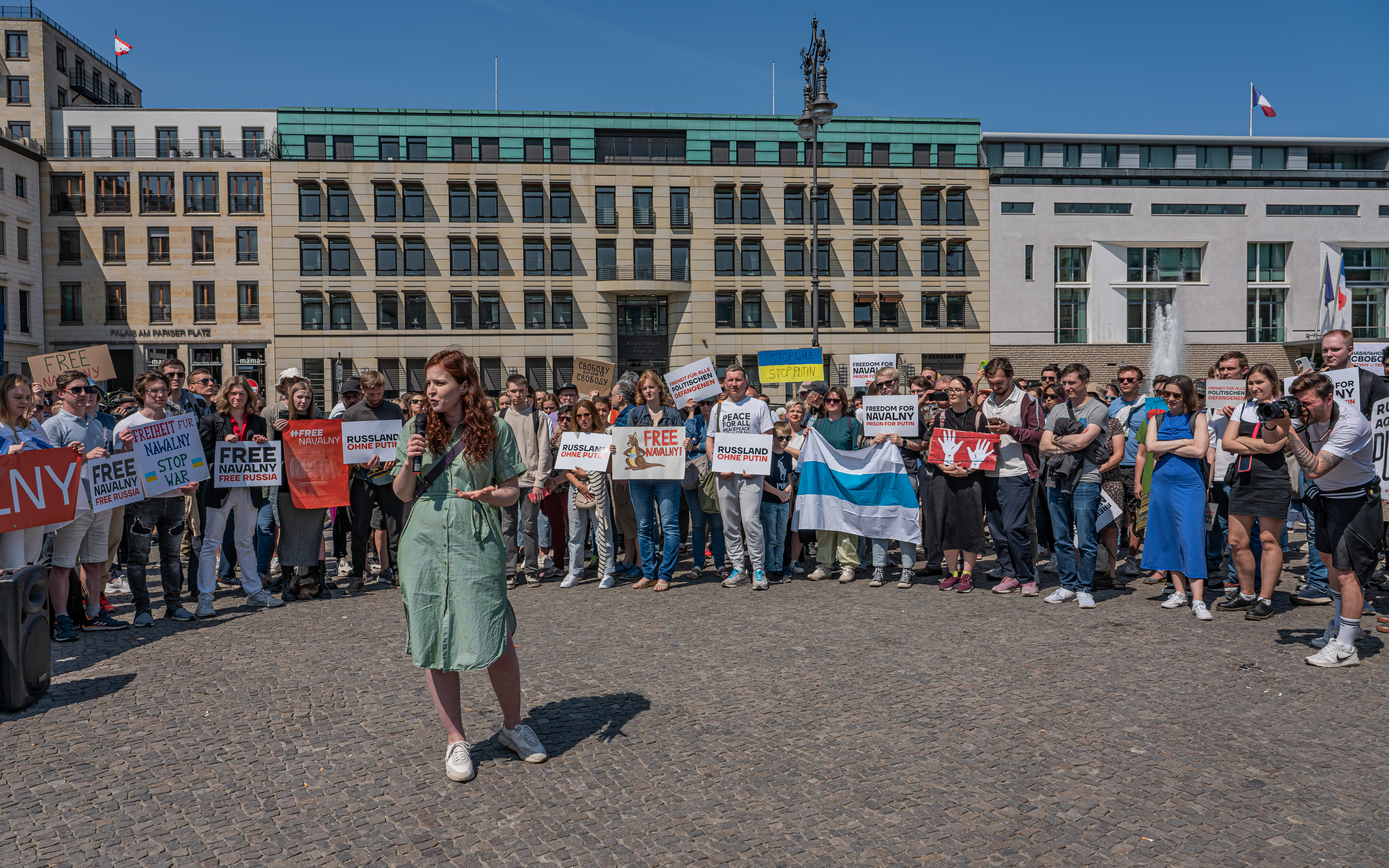
Кира Ярмыш выступает 4 июня 2023 года на митинге в Берлине в поддержку Алексея Навального и против вторжения России на Украину

16 августа 2021 года суд приговорил Ярмыш к полутора годам ограничения свободы по «санитарному делу», однако пока приговор не вступил в законную силу, она могла покинуть страну. Мера пресечения в виде домашнего ареста была отменена в день оглашения приговора. 18 августа 2021 года Кира улетела из России в Хельсинки.
С 2022 года Ярмыш является одной из ведущих на YouTube-канале «Популярная политика». 14 октября 2022 года Министерством юстиции России внесена в список физических лиц «иностранных агентов». 29 января 2024 года Басманный суд Москвы принял заочное решение об аресте Ярмыш по статьям о «фейках» о ВС РФ и «участии в экстремистском сообществе». 16 августа 2024 года Росфинмониторинг внёс Ярмыш в перечень террористов и экстремистов.

## Литературная деятельность
26 октября 2020 года в издательстве Corpus вышел роман Киры Ярмыш под названием «Невероятные происшествия в женской камере № 3». Главная героиня книги — девушка Аня, попавшая в спецприёмник из-за участия в антикоррупционном митинге. Роман основан на личном опыте автора; Алексей Навальный рассказал, что именно он убедил Ярмыш написать книгу.
Книга Ярмыш стала предметом повышенного спроса. Дмитрий Быков назвал «Невероятные происшествия…» «весёлым и увлекательным тюремным романом», автор которого рассказал «о самом важном и болезненном — о той самой новой России, которая умудрилась родиться, вырасти и состояться вопреки всему». По словам Бориса Акунина, это «очень своевременная книга», текст которой «сильно живей, чем у Горького». Галина Юзефович назвала роман «очень личным, глубоко универсальным, очень увлекательным и подлинно актуальным», характеризующим на уровне метафоры природу отношений между человеком и государственной машиной в путинской России.
«Невероятные происшествия…» планировалось представить на книжной выставке-ярмарке Non/fiction в Москве в марте 2021 года, однако руководство ярмарки в последний момент отменило презентацию. Ярмыш заявила, что это сделано по политическим мотивам. Михаил Зыгарь, Евгений Ройзман и другие участники ярмарки поддержали Киру Ярмыш в своих выступлениях.
В 2022 году в издательстве Corpus вышел второй роман Ярмыш — «Харассмент». Рецензент «Новых известий» Анна Берсенева в связи с этим написала, что в современной русской литературе появился «не просто яркий, но значительный писатель».

## Личная жизнь
По данным «жёлтых» СМИ, в 2015 году Ярмыш вышла замуж за мужчину по имени Александр, позже развелась. Позже начала встречаться с Русланом Шаведдиновым — менеджером проектов ФБК.